# Blackjack (téléfilm, 1998)
Pour les articles homonymes, voir Blackjack.
Pour plus de détails, voir Fiche technique et Distribution.
Blackjack est un téléfilm américano-canadien réalisé par John Woo et diffusé en 1998.

## Synopsis
Ancien US Marshal, Jack Devlin est devenu détective. Habitué des situations tendues, il est subitement frappé par une étrange phobie, après avoir empêché l'assassinat de la fille d'un ami : Jack a désormais la peur de la couleur blanche. Engagé comme garde du corps, Jack doit protéger Cinder James, un top model, tout en tentant de maîtriser sa peur. 

## Fiche technique
- Titre original : Blackjack
- Réalisation : John Woo
- Scénario : Peter Lance
- Musique : Micky Erbe et Maribeth Solomon
- Photographie : Bill Wong
- Montage : Ron Wisman
- Décors : Karen Bromley
- Costumes : Suzette Daigle
- Production : Terence Chang (en), Christopher Godsick, Peter Lance, John Ryan et John Woo
- Sociétés de production : Alliance Communications Corporation, Baton, USA Pictures et WCG Entertainment Productions
- Budget : 10 millions de dollars canadiens
- Pays d'origine :  Canada,  États-Unis
- Format : Couleurs - 1,33:1 - Dolby Surround - 35 mm
- Genre : action, thriller
- Durée : 108 minutes
- Dates de sortie :
  - États-Unis : 12 mai 1998 (diffusion TV)
  - France : 2 juillet 1998 (sortie en vidéo)

## Distribution
- Dolph Lundgren (VF : Michel Vigné) : Jack Devlin
- Kate Vernon (VF : Micky Sebastian) : le docteur Rachel Stein
- Phillip MacKenzie : Rory Gaines
- Kam Heskin (VF : Barbara Kelsch) : Cinder James
- Fred Williamson (VF : Saïd Amadis) : Tim Hastings
- Andrew Jackson : Don Tragle
- Padraigin Murphy : Casey
- Tony De Santis : le détective Trini
- Albert Schultz : Derek Smythe
- Janet Bailey : Connie Hastings
- Saul Rubinek (VF : Bernard-Pierre Donnadieu) : Thomas
- Peter Keleghan : Bobby Stern
- Scott Nichol : un dealer
- Géza Kovács : Kamenev
- Christie MacFadyen : Nicky Stern

## Autour du film
Il s'agit d'un téléfilm tourné comme épisode pilote d'une série qui ne verra finalement pas le jour. Le tournage s'est déroulé à Toronto en novembre 1997.